# Assensgade
Assensgade er en gade beliggende på Østerbro i København. Gaden strækker sig fra Strandboulevarden til Vordingborggade og er en del af et område, hvor mange gader er opkaldt efter danske provinsbyer.

## Baggrund og navngivning
Assensgade er opkaldt efter den fynske by Assens og følger en tradition på Østerbro, hvor gader har fået navn efter byer uden for hovedstaden. Gaden blev anlagt kort efter 1900 i forbindelse med udbygningen af det indre Østerbro som boligkvarter for det voksende københavnske borgerskab.